# Cheumatopsyche longiclasper
Cheumatopsyche longiclasper är en nattsländeart som beskrevs av Li in Li och Dudgeon 1988. Cheumatopsyche longiclasper ingår i släktet Cheumatopsyche och familjen ryssjenattsländor. Inga underarter finns listade i Catalogue of Life.